# غابرييل روزنتال
غابرييل روزنتال (بالألمانية: Gabriele Rosenthal)‏ هي عالمة اجتماع ألمانية، ولدت في 19 أبريل 1954 في فيلينغن-شفنينغن في ألمانيا.